# Dana Brandt
Dana Brandt, auch bekannt als She Seya Rutan (* 1976 in Halle (Saale)), ist das Pseudonym einer deutschen Phantastik- und Gay Romance-Autorin.

## Leben und Werk
Dana Brandt absolvierte ihr Erststudium in Hannover. Derzeit lebt sie in Osnabrück und studiert Malerei und Grafik in Bochum.
Brandt schreibt seit 2001, zu Beginn vorwiegend Fan-Fiction und Yaoi. Die im Star Trek Universum angesiedelte Fan-Fiction-Reihe Borderlands  wird von ihr seit 2005 in Zusammenarbeit mit Neko Hoshino fortgeschrieben und umfasst derzeit (Stand August 2019) 7 Bände.
Ihren ersten Roman, den Science-Fiction Thriller Shkarr, schrieb sie 2002 und veröffentlichte ihn unter Pseudonym 2005. Es folgten drei Gay-Romance-Romane mit Fantasyelementen, die teilweise ebenfalls in Zusammenarbeit mit Neko Hoshino entstanden. Seit 2017 ist sie unter dem Namen Dana Brandt aktiv und hat zwei Fantasy- und einen Gay-Romance-Roman sowie eine phantastische Novelle veröffentlicht.

## Publikationen

### Als Dana Brandt
- Der Wunschtraum. BookRix, München 2017. ISBN 978-3-7438-4655-5.
- Die Melodie der Traumweber. Weibsbilder-Verlag, Halle (Saale) 2018. ISBN 978-3-96192-052-5.
- Wenn der Wind seine Flügel erhebt. Weibsbilder-Verlag, Halle (Saale) 2018. ISBN 978-3-96192-083-9.
- Die Hüterin: #Scheiß auf Schicksal. Selbstverlag, 2021. ISBN 979-8-51129-994-5

### Als She Seya Rutan
- Shkarr. Dead Soft Verlag, Mettingen 2005. ISBN 978-3-934442-20-7.
- Die Akte Daniel. Dead Soft Verlag, Mettingen 2009. ISBN 978-3-934442-47-4. (Zusammen mit Neko Hoshino)
- Die Akte Demetrius. Dead Soft Verlag, Mettingen 2016. ISBN 978-3-96089-003-4. (Zusammen mit Neko Hoshino)
- Die Akte Fearmann. Dead Soft Verlag, Mettingen 2017. ISBN 978-3-96089-102-4.